# Graf DK 13

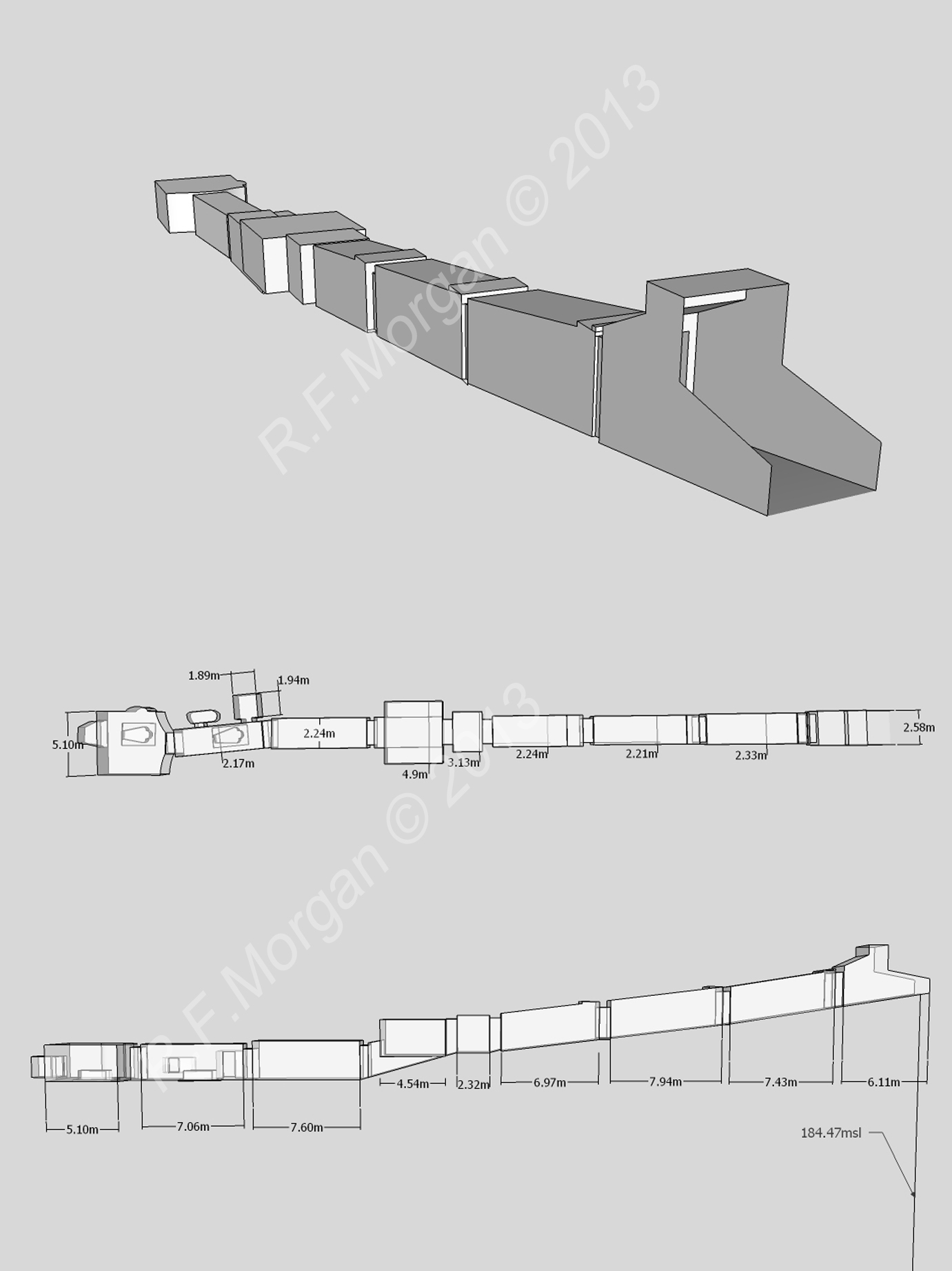
Schematische weergave van graf DK 13

Graf DK 13 is een graf uit de Vallei der Koningen. Het graf, daterend uit de 19e dynastie, werd ontdekt door de Duitse egyptoloog Hartwig Altenmüller. Het is gebouwd voor Bay, een schatmeester van farao Siptah. Echter, Bay heeft nooit in het graf gelegen, aangezien er niets van hem is teruggevonden. Later werd DK 13 herbruikt door Amenherchepsef en Montoeherchepsef uit de 20e dynastie.